# Candido Del Buono

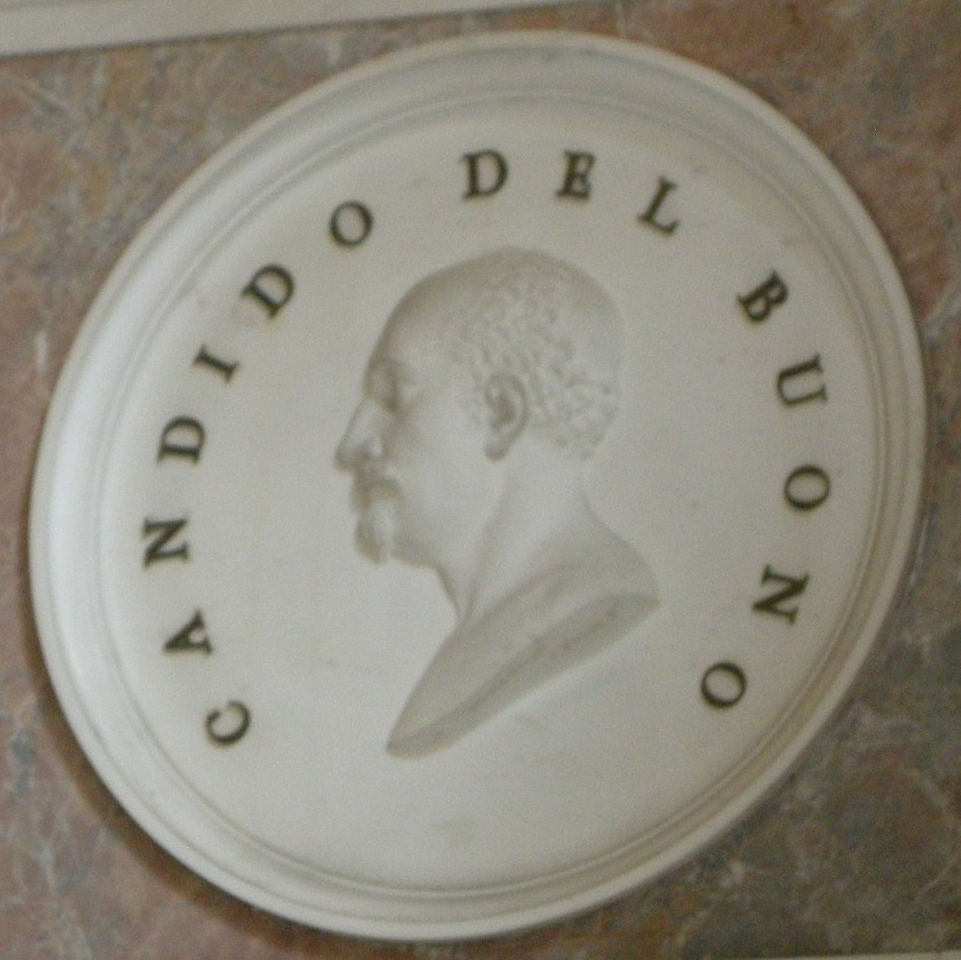
Medallón con el perfil de Candido del Buono

Candido Del Buono (22 de julio de 1618, Florencia – 19 de septiembre de 1676, Campoli) fue un fabricante de instrumentos científicos italiano.

## Semblanza
Candido Del Buono, un sacerdote florentino, asistió a las conferencias matemáticas de Famiano Michelini (1604–1665) con su hermano Paolo Del Buono (1625-1659). Del Buono era el chambelán del Hospital de Santa Maria Nuova en Florencia y un miembro de la Accademia del Cimento, donde presentó varios instrumentos de su invención. Inventó un aerómetro y construyó un dispositivo para medir la densidad del vapor. No hay evidencia documental clara de si él o su otro hermano Anton Maria Del Buono fue el inventor del "arcicanna", un sistema complejo que solucionó algunos problemas típicos de los grandes telescopios en la segunda mitad del siglo XVII.